# سرنوشت (فیلم ۲۰۰۸)
«سرنوشت» (انگلیسی: Fate (2008 film)) فیلمی در ژانر درام است که در سال ۲۰۰۸ منتشر شد.